# Propriano
Propriano (kors. Prupià) – miejscowość i gmina we Francji, na wyspie Korsyce, w departamencie Korsyka Południowa.
Według danych na rok 1999 gminę zamieszkiwało 3166 osób, a gęstość zaludnienia wynosiła 172 osób/km².

## Geografia
Miejscowość położona jest na brzegu zatoki Valinco, na zachodnim wybrzeżu Korsyki.

## Demografia

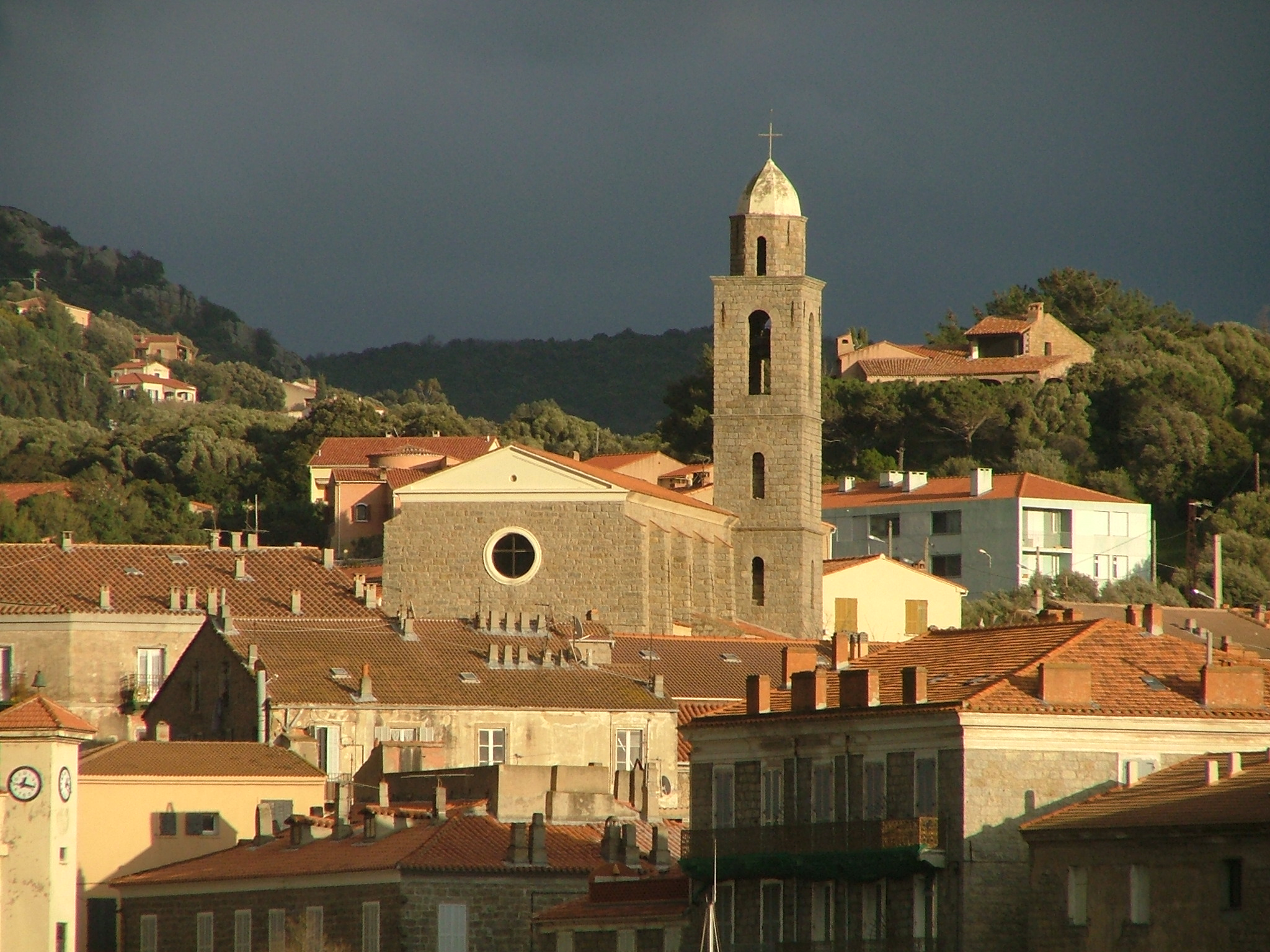
Widok kościoła od strony portu

| Demografia (Źródło: INSEE) |       |       |       |       |       |
| 1962                       | 1968  | 1975  | 1982  | 1990  | 1999  |
| 1 530                      | 1 846 | 2 950 | 3 098 | 3 217 | 3 166 |

## Miejsca i zabytki
- Kościół Notre-Dame de la Miséricorde

- W 2009 archeologowie znaleźli w Propriano ruiny rzymskiej willi i trzech kościołów. Najstarszy kościół z Propriano, pochodzący z VI wieku, to jednocześnie najstarsza świątynia chrześcijańska na Korsyce, którą zbudowali najprawdopodobniej chrześcijanie przybyli z Afryki Północnej, wyparci stamtąd przez Wandalów[1].